# 18 Hours (película de 2021)
18 Hours es una película india en idioma malabar de suspenso y misterio de 2021 dirigida por Rajesh Nair. Fue estrenado el 1 de agosto de 2021 a través de Manorama Max.

## Reparto
- Vijay Babu
- Shyamaprasad
- Sudheer Karamana
- Devi Ajith
- Advaith Ajay
- Indhu Thampy
- Keerthana Sreekumar